# 高橋真梨子
高橋真梨子（日语：／ Takahashi Mariko，1949年3月6日—）是日本的女歌手，出生於廣島縣廿日市町（現廿日市市），福岡縣福冈市長大。本名廣瀨真梨子（日语：広瀬まり子）。駒澤學園女子高中畢業。丈夫為音樂家亨利廣瀨。代表作有『桃色吐息』（桃色吐息 / 1984年）、『焦慮的雙唇』（はがゆい唇 / 1992年）、『抱歉…』 （ごめんね… / 1996年）。

## 略歷
父親森岡月夫供職於廣島鐵路局，母親髙橋千鶴子在廣島市銀行工作，1945年的時候遭遇廣島市原爆事件。久為後遺症所苦的父親，戰後不久便撒手人寰，終年只有39歲。
曾欲以專業的爵士樂單簧管手作為目標的父親，決定辭去國營鐵路的工作，遷往當時有許多美軍基地的「爵士樂的麥加」博多。當時1歲的真梨子，不久也與母親一起遷往博多。5歲的時候父母分居，父親返回廣島，母親和真梨子留在博多。10歲的時候，父母離婚，改隨母姓「高橋」。受到父親的影響，自14歲開始也學習正統的爵士唱法。他還參加了由甲斐祥弘的父親領導的拉丁樂隊。16歲時，出於學習正統的爵士唱法的緣故，從九州女子學院高等部轉學到東京駒澤學園女子高中。1966年明星育成學校School Mates（スクールメイツ）出道。高中畢業後脫離渡邊普羅（渡辺プロ），暫時返回博多，開始在Live House（ライブハウス）的駐唱活動。
1972年被Pedro & Capricious（ペドロ&カプリシャス）的Pedro梅村聘請，成為第2任主唱。以1973年大流行的「給Johnny的口信」（ジョニィへの伝言），出席1974年的第25届NHK紅白歌合戰。
1978年脫離Pedro & Capricious，以「髙橋真梨子」為藝名，開始單獨表演活動。「想飛到你的天空」（あなたの空を翔びたい）初次亮相單獨表演。以後，接連推出「桃色吐息」、「焦慮的雙唇」（はがゆい唇）等流行的樂曲，確立了實力派歌手的地位。1993年8月5日，與Pedro & Capricious時代的成員的亨利廣瀨結婚。
本人甚少出席電視演出，曾收到NHK紅白歌合戰的演出邀請時，以「除夕日行程不想受到約束」的理由推辭，（2013年前於紅白的單獨表演，就只有於1984年時出場過一次，獻唱「桃色吐息」）。2013年，在闊別了29年後，再次出席紅白歌合戰，並擔任紅組壓軸；2015年第三度出席紅白歌合戰，擔任紅組壓軸前。
其專輯每每要隔幾年才推出一張，反而較常舉行巡迴演唱會，出道至今已開過超過50場音樂會。
歌迷群以中老年（特別是同年齡段女性）為主。其中最賣座的歌曲「抱歉…」（ごめんね…），被用作星期二懸疑劇場（日本電視的老牌電視劇節目，主打懸疑推理劇）的主題歌，深受以家庭主婦為主的觀眾群壓倒性的支持，僅次於岩崎宏美的「聖母們的搖籃曲」（聖母たちのララバイ）的銷售額記錄，在40-50歲女性中更成為卡拉ＯＫ點唱的第一位。多年被清酒白鶴的廣告歌曲起用，本人也參與出演白鶴的商業廣告。同時她也代言以中老年女性顧客為主的高級化妝品Grace Sofina（ソフィーナ）。

## 作品集

### 單曲
1. 想飛到你的天空（あなたの空を翔びたい）/來訪（1978年11月25日・西武流通小組 印象歌）
2. 夢搖擺/生日（Birthday）（1979年5月・日本電視日劇『愛與死的絕唱』 主題歌）
3. Heart＆Hard〜有時很強有時很友善〜/YOU'RE SO FAR AWAY（1979年6月11日・五十鈴・Gemini CM歌）
4. Sunrise・Sunset/也许（1979年12月20日）
5. Aphrodite/Rumble（1980年8月21日・格力高巧克力 Aphros 印象歌）
6. 愛Refrain（愛はルフラン）/The time to say goodbye（1981年3月21日・TBS日劇『拳吻』（拳骨にくちづけ） 主題歌）
7. 拂曉的lullaby（夜明けのララバイ）/NO MORE LOVE（1981年11月21日）
8. for you…/象葡萄酒一樣的kiss（1982年3月5日）
9. COME BACK TO ME 〜Flower Hotel的女客（フラワーホテルの女客）/DJ缺乏的歌（DJがいつもかけるうた）（1982年9月5日・富士電視日劇『花祭』 主題歌）
10. 桃色吐息/再度浪漫 〜街角物語（1984年5月21日・三貴Camellia Diamond CM歌）- Oricon（オリコン）最高位8位
11. Jun（ジュン）/The time to say good-bye（1985年5月1日）
12. 海市蜃樓（蜃気楼）/象迷惑鳥那樣（迷い鳥のように）（1986年1月21日・富士電視系日劇『夏樹静子懸疑劇（サスペンス）』 主題歌）
13. 愛し方を間違えて（愛的方法出錯）/二次戀人（二度目の恋人）（1987年7月21日）
14. 戀愛的眼睛（恋する瞳）/不能放棄（捨てられない）（1988年7月21日）
15. 十六夜/Jealousy（ジェラシー）（1989年6月21日・電影『城市獵人 愛與宿命的實包彈（愛と宿命のマグナム）』 片尾曲）
16. ヒ・ラ・ヒ・ラ淫ら/一個人的Dance（1990年3月21日）
17. 遠方的prophecy/for you…（1991年1月1日・朝日電視系全國網絡『極好的文檔』 片尾曲）
18. 焦慮的雙唇（はがゆい唇）/LOVERS BELL 〜心的私語（心のささやき）（1992年5月16日TBS系日劇『計數不眠之夜』 主題歌）- Oricon最高位4位
19. 憂鬱Serenade（とまどい小夜曲）/即使如此只要有你（それでもあなたがいるだけで）（1992年9月9日）
20. 你還活著（貴方が生きた）Love Song（With 玉置浩二）/黃昏口紅（夕暮れにルージュ）（1992年11月21日）
21. Sincerely/不能等待（待ちきれない）（1993年6月23日・Unimat 印象歌）
22. 遙遠的人（遥かな人へ）/赤腳的Bolero（素足のボレロ）（1994年2月2日NHK 利勒哈默爾冬奧會 主題曲） - Oricon最高位8位
23. 悄悄地…Lovin'you/不可思議的鳥（1994年7月21日・Unimat Group（日语：ユニマットグループ） 印象歌）- Oricon最高位19位
24. 淚的街角/crazy for you -愛了-（1995年2月8日・TBS系 『妙齡女將』（おかみ三代女の戦い） 主題歌）- Oricon最高位14位
25. So in love/車窗（1995年7月21日・Unimat Group 印象歌）
26. 抱歉…（ごめんね…）/Good-by Love（1996年6月21日・日本電視系『周二懸疑劇場』 主题曲）- Oricon最高位16位（最熱門的）
27. 海色的風 〜到你住的地方〜/你的海（1997年10月30日・朝日電視系『令人驚訝的20世紀』（驚きももの木20世紀） 片尾曲/NHK綜合 周五時代劇『天晴夜十郎』 片尾曲）
28. 你的海/軌道（1998年4月22日・「白鶴」 印象歌）
29. Friends/Come Prima〜遇到了的時候一樣（出逢った頃のように〜）（1998年10月21日朝日電視系『刑事情熱系』 主題歌）- Oricon最高位21位
30. 戀愛的話/向日葵（1999年5月5日・「白鶴」 印象歌）
31. 幸福的形狀（幸せのかたち）/Silent Love（2000年3月23日・日本電視系『周二懸疑劇場』 主題曲）
32. say my name/say my name 〜心neutral（心をニュートラル〜）（2001年7月4日・「白鶴」 印象歌）- 本人出演「白鶴」CM。
33. 不枯萎的花/Traffic 〜混雑（2002年4月24日・朝日電視系 周四神秘劇 『京都鴨川東署迷宮課迷宮先生』主題歌、「Grace Sofina」グレイスソフィーナ CM歌）- 本人也出演「Grace Sofina」CM。
34. 白晝的分別（真昼の別れ）（2003年5月21日・「白鶴」 印象歌）
35. 敞開心扉（心閉ざさないで）（2004年4月21日・富士電視系 『來我家嗎!?』ウチくる!? 主題曲）
36. 淡薄的戀人（淡き恋人）/時間的微風（時間のそよ風）（2005年9月16日・TBS系列『正確戀愛的推薦』（正しい恋愛のススメ）主題歌、「Grace Sofina」TV・CM歌）
37. 我的謊言（僕の嘘）/engage（2006年5月14日・富士電視Flower Center CM印象歌、「Grace Sofina」TV・CM歌）
38. Orange（オレンヂ）（SINGLE VERSION）/『鈷的海』（2007年12月19日・富士電視系全國網絡『星期五Prestigious』》片頭曲）
39. 戀人們喲 我看到你們私語（目を見て語れ 恋人たちよ）（2008年7月23日・日本電視開業55週年紀念特別節目『轟動效應的作者 阿久悠物語』 主題曲）

### 專輯

#### 原創專輯
1. 一人行路（ひとりあるき） （1979年3月25日）
2. Sunny Afternoon （1980年2月21日）
3. Monologue （1980年8月21日）
4. Tenderness （1981年3月5日）
5. LOVENDOW （1981年10月21日）
6. Dear （1982年4月21日）
7. AFTER HOURS （1982年11月21日）
8. 我蘭憧 〜 GARLAND （1983年10月21日）
9. Triad （1984年9月21日）
10. MELLOW LIPS （1985年9月21日）
11. FOREST （1986年9月21日）
12. BLUESette （1987年9月21日）
13. Eternally （1988年10月5日）
14. Pretend （1989年9月21日）
15. FANTASIA （1990年9月21日）
16. Sweet Journey （1991年9月4日）
17. Lady Coast （1992年8月26日）
18. Collection （1993年2月17日）
19. VERSE （1993年9月1日）
20. Couplet （1994年9月7日）
21. PURE CONNECTION （1995年4月21日）
22. RIPPLE （1996年5月2日）
23. tip top （1997年9月26日）
24. two for nine （1999年5月21日）
25. musée （2000年5月24日）
26. time of love （2002年5月22日）
27. method （2003年6月4日）
28. cinema （2004年5月12日）
29. fiesta （2006年6月2日）
30. Swing Heart （2008年5月14日）

#### 翻唱專輯
1. 紗　（1989年5月21日）
2. 紗 II　（1990年5月21日）
3. 紗 BOX　（1996年12月18日）
4. No Reason 〜男人心〜 （2009年5月20日）
5. No Reason 2 〜再度男人心〜 （2010年5月12日）

### 映像作品 （全DVD）
- 高橋真梨子 Friends祭（フレンズまつり） at 武道館 （2000年12月6日）
- 高橋真梨子 海外Complete Live DVD Box （2002年9月4日）
- 高橋真梨子 Live for you… （2002年12月18日）
- 高橋真梨子 LIVE TOUR'95"PURE CONNECTION" （2002年12月18日）
- 高橋真梨子 Friends祭（フレンズまつり） at 武道館 （2002年12月18日）
- LIVE method （2004年7月21日）
- 高橋真梨子 at CARNEGIE HALL N.Y（2005年2月23日）
- 高橋真梨子 at ROYAL ALBERT HALL in LONDON（2005年2月23日）
- LIVE 高橋真梨子 “tip top”Hong Kong Special Version '97（2005年2月23日）
- LIVE cinema（2005年4月21日）
- LIVE 殘留玩笑的季節（戯れの季節を残して） （2006年6月2日）
- LIVE fiesta（2007年5月23日）
- LIVE 優美彩唱（2008年5月14日）

## NHK紅白歌合戰出場記錄
| 年度/放送回      | 回 | 曲目             | 出演次序 | 出戰對手          | 備注          |
| ---------------- | -- | ---------------- | -------- | ----------------- | ------------- |
| 1984年（第35回） | 初 | 桃色吐息         | 12/20    | 澤田研二          |               |
| 2013年（第64回） | 2  | for you...       | 25/25    | SMAP              | 紅組壓軸(1)   |
| 2015年（第66回） | 3  | 第五街的瑪麗2015 | 25/26    | 森進一            | 紅組壓軸前(1) |
| 2016年（第67回） | 4  | 抱歉…            | 21/23    | THE YELLOW MONKEY |               |
| 2017年（第68回） | 5  | for you...(2)    | 22/23    | 冰川清志          | 紅組壓軸前(2) |

## 外部連結
- 高橋真梨子公式網頁 （日語）
- JVC建伍勝利娛樂高橋真梨子公式網頁 （页面存档备份，存于） （日語）